# Уоткинс, Джейсон
Джейсон Уоткинс (англ. Jason Watkins; род. 28 октября 1966, Олбрайтон, Шропшир, Англия, Великобритания) — британский актёр театра, кино и телевидения. Известен по ролям Уильяма Херрика в телесериале «Быть человеком», Саймона Харвуда в телесериале W1A, Гордона Шекспира в телесериале «Рождество» и премьер-министра Великобритании Гарольда Вильсона в 3 сезоне телесериала «Корона».
Лауреат премии BAFTA за роль в двухсерийной драме «Утраченная честь Кристофера Джеффриса».

## Ранние годы
Джейсон Уоткинс родился на Виндзор-Роуд в английском городе Олбрайтон, в графстве Шропшир, где и прожил до семи лет, пока его родители не переехали в Вулвергемптон. Его отец Алан был металлургом, а мать учительницей в начальной школе Олбрайтона.

## Карьера
После окончания обучения в Королевской академии драматического искусства Уоткинс зарекомендовал себя как театральный актер. Является членом труппы Королевского национального театра.
Получил номинацию на театральную премию Лоуренса Оливье в 2001 году (сезон 2000 года) за лучшую мужскую роль второго плана за роль в спектакле «Слуга для двух господ» («Янг-Вик», впоследствии переведенный в «Ambassadors Theatre»).
За роль подозреваемого в убийстве Джоанны Йейтс в двухсерийной драме ITV «Утраченная честь Кристофера Джеффриса» актёр удостоился премии BAFTA за лучшую мужскую роль.
В 2017 году Уоткинс сыграл роль Соломона Купа, личного секретаря принца-регента (позже Георга IV), в сериале BBC One «Табу». Также на BBC One Уоткинс исполнил роль Уилфреда Лукаса-Докери, начальника тюрьмы в третьем эпизоде экранизации романа Ивлина Во «Упадок и разрушение». В 2018 году он сыграл Эмлина Хусона в мини-сериале Рассела Ти Дейвиса «Чрезвычайно английский скандал».
Уоткинс сыграл премьер-министра Гарольда Вильсона в третьем сезоне телесериала Netflix «Корона».

## Личная жизнь
Уоткинс женат на ювелирном дизайнере Кларе Фрэнсис. В 2011 году их дочь Мод умерла от сепсиса . Он посвятил свою премию BAFTA 2015 ей и кампаниям по повышению осведомленности о сепсисе. У Уоткинса и его жены есть двое других детей, Бесси и Гилберт. У Уоткинса также есть двое сыновей от первого брака.

## Фильмография

### Кино
| Год  | Название                         | Роль                   |
| ---- | -------------------------------- | ---------------------- |
| 1988 | Высокие надежды                  | Уэйн                   |
| 1992 | Считанные секунды                | помощник коронера      |
| 1997 | Завтра не умрёт никогда          | главный военный офицер |
| 2004 | Бриджит Джонс: грани разумного   | Чарли Паркер-Ноулз     |
| 2007 | Золотой компас                   | Болвангар              |
| 2008 | Оторва                           | мистер Неллист         |
| 2017 | Хэмстед                          | Джеймс Смайт           |
| 2017 | Удивительная миссис Мэй          | Найджел Полинг         |
| 2018 | Человек, который убил Дон Кихота | Руперт                 |

### Телевидение
| Год         | Название на русском                  | Название на английском                   | Роль                    |
| ----------- | ------------------------------------ | ---------------------------------------- | ----------------------- |
| 1987—1988   | Жители Ист-Энда                      | EastEnders                               | Джерри                  |
| 2007        | Жизнь на Марсе                       | Life on Mars                             | Колин Меррик            |
| 2008        | Отель «Вавилон»                      | Hotel Babylon                            |                         |
| 2008        | Чуть свет — в Кэндлфорд (телесериал) | Lark Rise to Candleford                  | Артур Паттерсон         |
| 2009        | Пуаро Агаты Кристи                   | Agatha Christie’s Poirot                 | Джо Блэнд               |
| 2009—2012   | Быть человеком                       | Being Human                              | Уильям Хэррик           |
| 2012        | Миранда                              | Miranda                                  | Дик Твист               |
| 2013        | Доктор Кто                           | Doctor Who                               |                         |
| 2014        | Потерянная честь                     | The Lost Honour of Christopher Jefferies | Кристофер Джеффрис      |
| 2016        | Пустая корона                        | The Hollow Crown                         | Саффолк                 |
| 2017        | Внутри девятого номера               | Inside No 9                              | Кевин                   |
| 2017        | Табу                                 | Taboo                                    | Соломон                 |
| 2017        | Упадок и разрушение                  | Decline and Fall                         | Уилфред Лукас-Докери    |
| 2018        | Обитатели холмов                     | Watership Down                           |                         |
| 2018        | Чрезвычайно английский скандал       | A Very English Scandal                   | Эмлин Хусон             |
| 2019        | Корона                               | The Crown                                | Гарольд Вильсон         |
| 2020        | Чисто английские убийства            | Midsomer Murders                         | Джо                     |
| 2020        | Дес                                  | Des                                      | Брайан Мастерс          |
| 2020 — н.в. | Макдональд и Доддс                   | McDonald & Dodds                         | старший инспектор Доддс |
| 2021        | Трюк                                 | Trick                                    | профессор Фил Джонс     |
| 2024        | Бэтмен: Крестоносец в плаще          | Batman: Caped Crusader                   | Альфред Пенниуорт       |